# Betlen (Brassó megye)
Ez a szócikk a Brassó megyei (korábban Fogaras vármegyei) faluról szól, de 1910 előtt ez volt a hivatalos neve Bethlen városnak is.
Betlen (románul: Beclean, németül: Badlinen) falu Romániában, Erdélyben, Brassó megyében, Fogarastól három km-re nyugatra.

## Nevének eredete
Nevét a régi magyar Betlen személynévből kapta, melynek alapja a bibliai Betlehem városa. 1509-ben Bethlen, 1534-ben Bettlehem, 1854-ben Beclean néven említették.

## Története
Fogarasföldi jobbágyfalu volt. Báthori István egy pusztulása után, 1576-ban szabadságot és hatévi adómentességet ígért azoknak a szász jobbágyoknak, akik Betlenbe települtek, cserébe kötelesek voltak a falut megújítani. A román lakosságot ekkor külön falurészbe telepítették. A jezsuiták rekatolizálták a 44 beköltöző szász családot, akik a 17. század elején tértek vissza az evangélikus hitre. 1612-ben szász lakói már azért folyamodtak a fogarasi várkapitányhoz, hogy a magyar református lelkész helyett szász evangélikust tarthassanak. 1632-ben a fogarasi fiskális uradalom 60 román és 20 szász jobbágycsaládja (köztük négy halász és két kőműves), tíz nemesi család, az ő négy jobbágyuk, öt szabados kocsis, három szabados lovász, egy szabados, egy szász és egy román pap lakta. Itt volt a fogarasi vár portörő malma is. A század folyamán többször mezővárosként említették. A románok a szindia, a szászok a folnagy vezetésével külön falutanácsot működtettek, de kifelé a két tanács közösen képviselte a települést. Evangélikus egyháza 1640-től a század végéig a fogarasföldi református egyházmegye irányítása alatt állt. 1722-ben 37 kisbojár és 312 jobbágy élt benne. 1766-ban evangélikus egyháza mindössze egy férfiból és két nőből állt. 1831-ben az utolsó szász pap is távozott a faluból. Fogaras vidékéhez, majd Fogaras vármegyéhez tartozott. 1839-ben Fogaras vidéke egyik járásának székhelye is volt.

## Népessége
- 1850-ben 1087 lakosából 1074 volt román és 13 cigány nemzetiségű; 1085 ortodox vallású.
- 1900-ban 1140 lakosából 1115 volt román és 15 magyar anyanyelvű; 1093 ortodox, 28 görögkatolikus és 11 római katolikus vallású. A lakosság 64%-a tudott írni és olvasni és 2%-a beszélt magyarul.
- 2002-ben 629 lakosából 483 volt román és 141 cigány nemzetiségű; 622 ortodox vallású.

## Látnivalók
- Ortodox temploma 1804-ben épült, 1861-ben javították. Festése 1808-ban készült.
- Az Olt holtágai.

## Híres személyek
- Itt született 1930-ban Szabó Sándor filozófus, egyetemi docens, szerkesztő, politikai cikkíró, könyvkiadó igazgatója.

## További információk

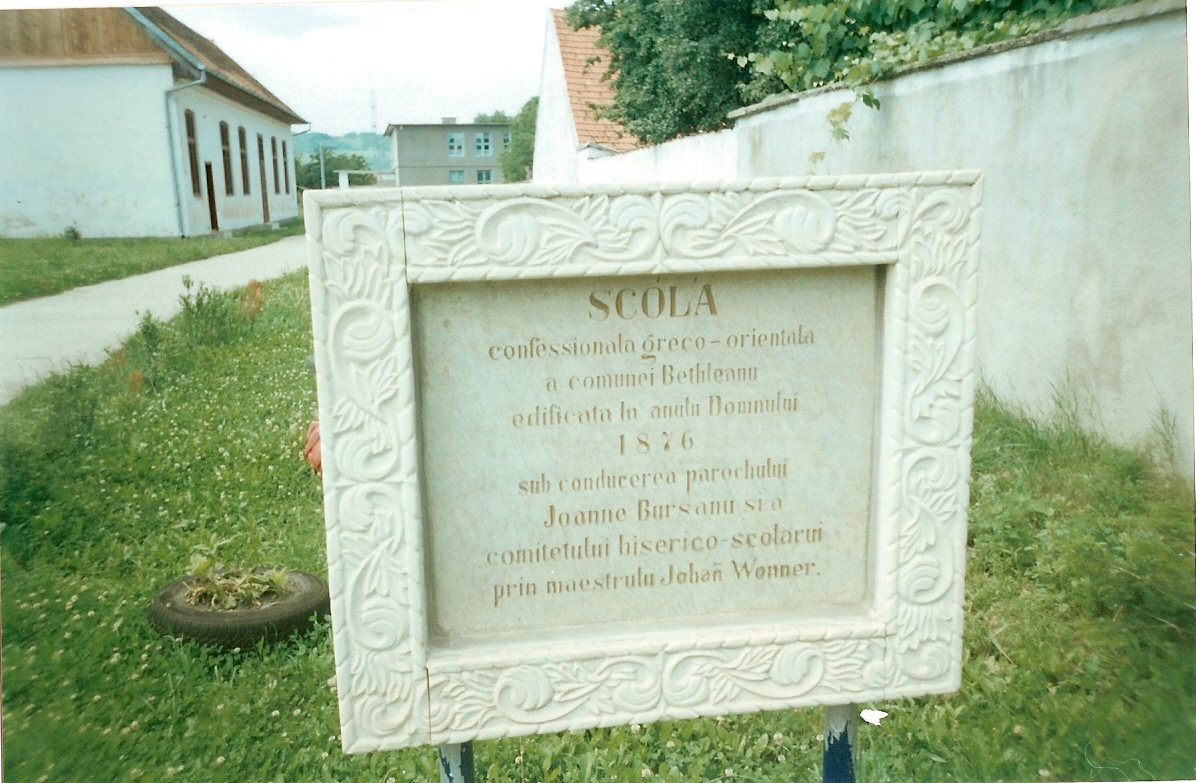
A falu egykori iskolaépületének alapítótáblája 1876-ból – az építőmester Johann Wonner, a parókus lelkész Ioan Bursan volt, a helységnév írásmódja „Bethleanu”